# Darkestrah
A Darkestrah kirgiz folk/black metal együttes. 1999-ben alakult az ország fővárosában, Biskekben. A név a „dark” és az „orchestra” szavak keresztezése, egy »h« betűvel a végén. Asbath szerint a névnek azonban egy misztikus jelentése is van, amelyet a „laikusok soha nem tudhatnak meg”. Zenéjükben gyakran használnak népi hangszereket, mint a komuzt és a kyl-kyak-ot, szövegeik pedig a sámánizmusról és a tengrizmusról szólnak. Később Németországba helyezték át székhelyüket.

## Tagok
- Resurgermus – billentyűk, gitár (2004-present)
- Asbath – dob, ütős hangszerek, népi hangszerek (1999-)
- Cerritus – basszusgitár (2013-)

## Volt tagok
- Kriegtalith – ének (1999-2014)
- Oldhan – gitár, ének, basszusgitár (1999-2004)
- Tartar – gitár (1999-2004)
- Anastasia – billentyűk (2000-2005)
- Sharthar – billentyűk, cselló (2006,2007)
- Shagan – gitár (2005)
- Anti – gitár, basszusgitár (2006-2013)
- Sythe – gitár (2017-2019)

## Diszkográfia
- Sary Oy (2004)
- Embrace of Memory (2005)
- Epos (2007)
- The Great Silk Road (2008)
- Manas (2013)
- Turan (2016)

Koncert albumok
- Everything Becomes Fire (2015)

EP-k
- The Way to Paganism (2005)
- Khagan (2011)

Split lemezek
- Akyr Zaman/Tajer al Punqia (2016)

Demók
- Through the Ashes of the Shamanic Flames (2000)
- Pagan Black Act (2003)